# Уайли, Вильгельмина
Вильгельмина (Мина) Уайли (англ. Wilhelmina "Mina" Wylie; 27 июля 1891, Сидней — 6 июля 1984, там же) — австралийская пловчиха, призёр Олимпийских игр.

## Спортивная карьера
В 1912 году Вильгельмина за свой счёт отправилась на Олимпийские игры в Стокгольме, где выступала за Австралазию (объединённая команда Австралия и Новая Зеландия) и завоевала серебряную медаль на дистанции 100 м вольным стилем (1.25,4), проиграв только подруге по команде Фанни Дюрек.
С 1906 по 1934 годы участвовала во всех чемпионатах штата и страны, завоевав 115 титулов.
В 1975 году была введена в Международный зал славы плавания.